# Agrídia
Agrídia (grec moderne : Αγρίδια) est un village chypriote situé dans le district de Limassol et comptant plus de 104 habitants.